# 4-та піхотна дивізія (Велика Британія)
4-та піхотна дивізія (Велика Британія) (англ. 4th Infantry Division (United Kingdom) — військове з'єднання, піхотна дивізія регулярної армії британської армії, що була заснована у 1809 році та брала найактивнішу участь у Наполеонівських, Кримській, Першій та Другій світовій війнах, а також Холодної війни.

## Історія

### Наполеонівські війни
Британська 4-та піхотна дивізія була сформована у 1809 році, як частина об'єднаної англо-португальської армії полководцем Артуром Веллслі, 1-м герцогом Веллінгтонським для участі у війні проти французької армії на Піренейському півострові. Протягом Наполеонівських війн дивізія билася у Піренейській кампанії, брала участь у більшості боїв між союзниками та Францією, включаючи битви при Талавері 1809, при Альбуері 1811, при Саламанці, облозі Бадахоса 1812, при Віторії, в Піренеях, битву у Ронсевальській ущелині в 1813 р. та битву під Тулузою в 1814 році.
4-та дивізія билася у кампанії Ватерлоо й безпосередньо у вирішальній битві цієї кампанії — під Ватерлоо, де з'єднання під командуванням Чарльза Колвілла утримувало правий фланг Веллінгтона і, за винятком своєї 4-ї бригади, не брала активної участі в боях, але згодом захопила місто Камбре. У своєму романі «Знедолені» Віктор Гюго приписує Колвіллу те, що він запропонував Імператорській гвардії під Ватерлоо капітуляцію, на що отримав відповідь генерала Камброна — «Merde».

### Кримська війна
В період Кримської війни, яка велася між союзними силами Великої Британії, Французької імперії та Османської імперії з одного боку та Росії з іншого, дивізія билася на Кримському півострові. Протягом кампанії 4-та дивізія билася у битвах на Альмі, в Інкерманській та Балаклавській битвах (відома «атакою легкої бригади» та «тонкою червоною лінією»).

### Перша світова війна
Як дивізію постійного складу регулярної армії, вона була однією з перших, яку було відправлено до Франції як частину британського експедиційного корпусу з початком Першої світової війни. Протягом усієї війни дивізія билася на Західному фронті і брала участь в усіх великих битвах з 1914 до 1918 року, включаючи битви на Марні, при Іпрі, на Соммі та біля Пашендейла.

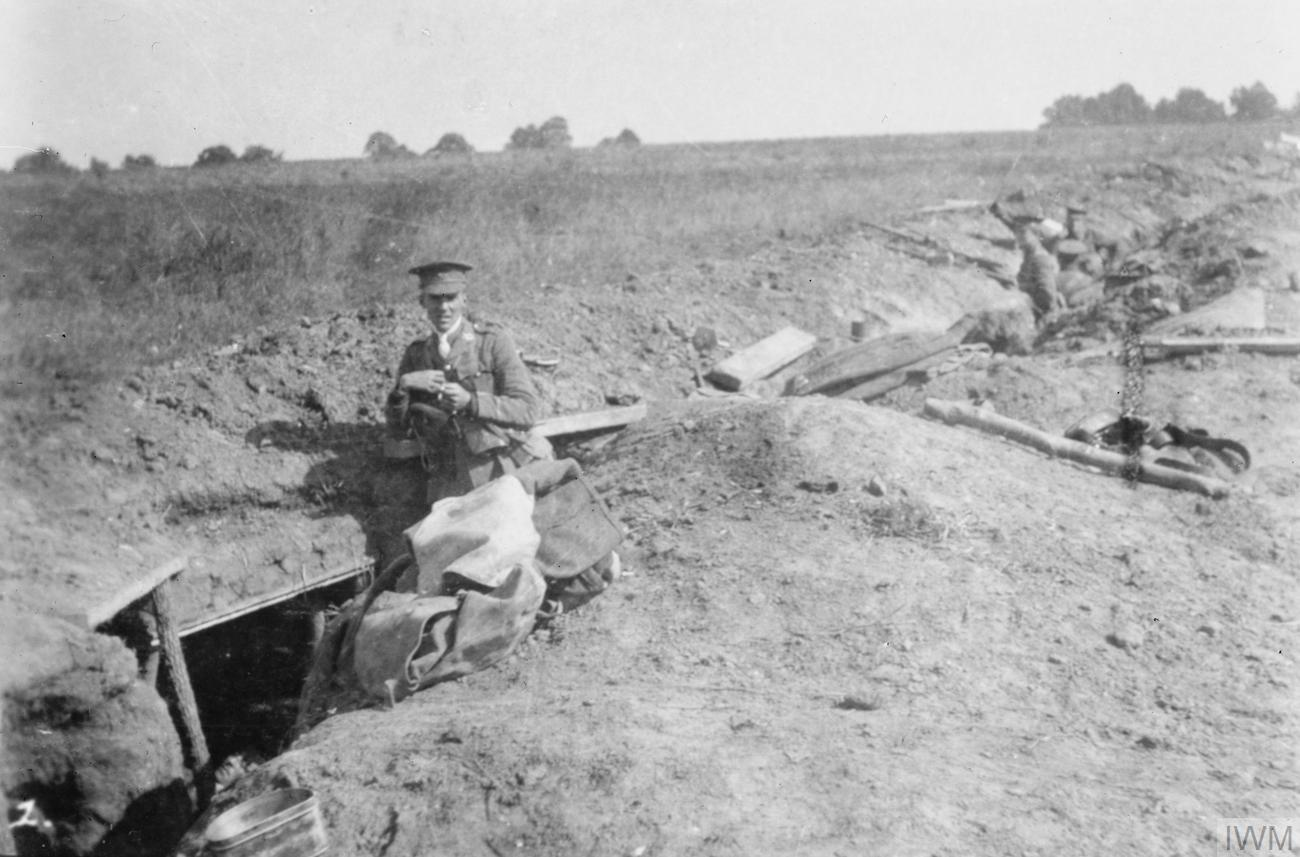
Підрозділ 4-ї піхотної дивізії на Західному фронті під час Першої битви на Ені. 22 вересня 1914

### Друга світова війна
Невдовзі після початку Другої світової війни у вересні 1939 року 4-та дивізія під командуванням генерал-майора Дадлі Джонсона, який отримав хрест Вікторії у Великій війні, була відправлена на кордон між Францією та Бельгією у складі II корпусу лейтенант-генерала Алана Брука Британських експедиційних сил. Усіма трьома бригадами дивізії командували видатні солдати, 10-ю — бригадний генерал Евелін Баркер, 11-ту — бригадний генерал Кеннет Андерсон і 12-ю — бригадний генерал Джон Гоксворт. Після катастрофічної битви за Францію у травні-червні 1940 року, де дивізія зазнала значних втрат, і евакуації з Дюнкерку, наступні два роки вона провела на Британських островах, виконуючи завдання щодо боротьбі з ймовірним вторгненням і тренуючись для наступного розгортання.

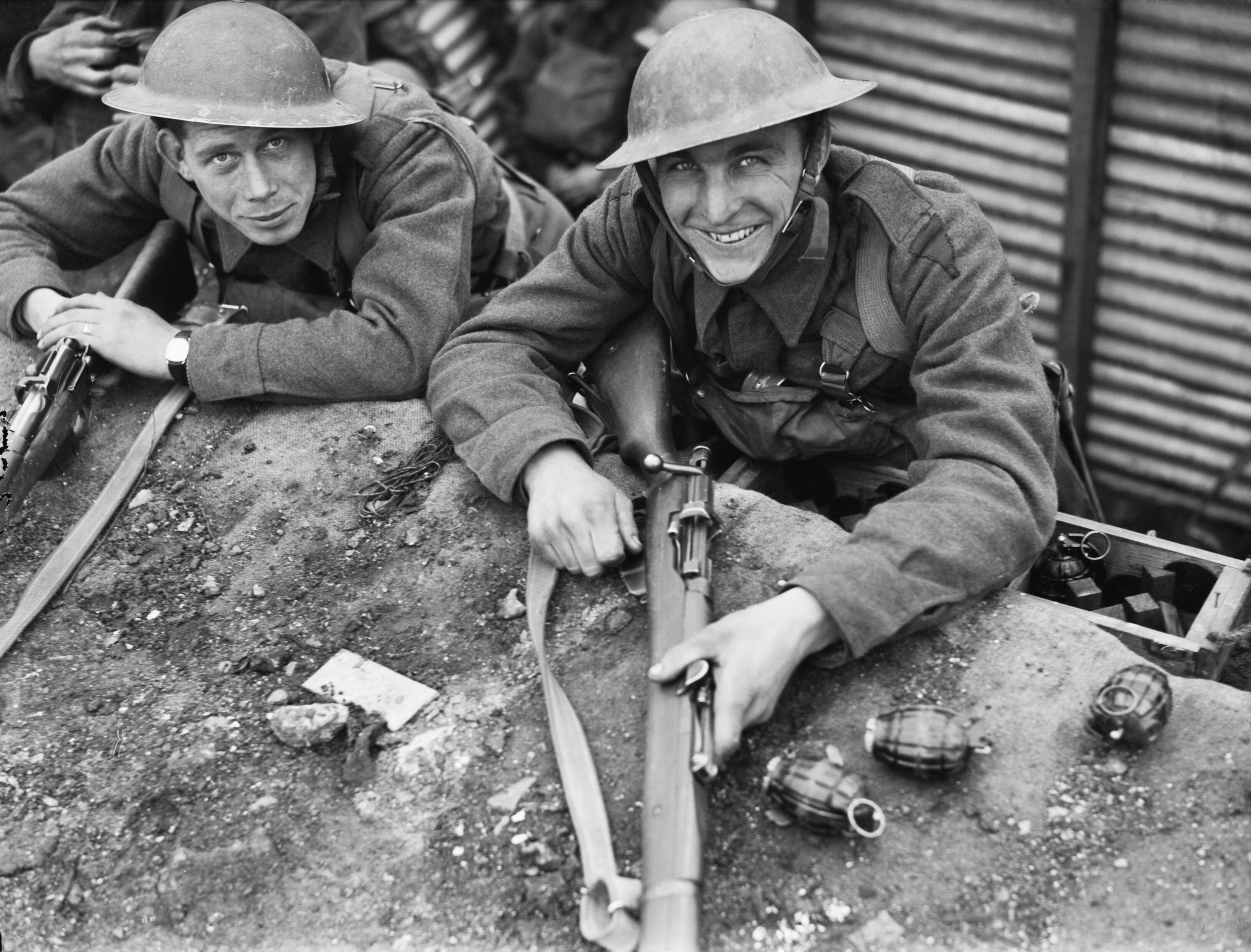
Солдати 4-ї піхотної дивізії в окопі на позиціях поблизу Рубе. 3 квітня 1940

У червні 1942 року дивізію під командуванням генерал-майора Джона Гоксворта було вибрано для перетворення на «змішану» дивізію, яка складалася з двох піхотних бригад і однієї танкової бригади. У результаті цієї зміни 11-та піхотна бригада дивізії вийшла зі складу дивізії та була замінена 21-ю армійською танковою бригадою.
На початку 1943 року дивізія вирушила до Північної Африки, прибувши до Тунісу в березні, де увійшла до IX корпусу генерал-лейтенанта Джона Крокера, що входив до складу 1-ї британської армії. Під час Туніської кампанії з'єднання брало участь в операції «Вулкан», останній наземній атаці проти сил Осі в Північній Африці, яка завершила Північно-африканську кампанію капітуляцією майже 250 000 німецьких та італійських солдатів. Під час цих боїв дивізія зазнала значних втрат, чотири батальйони втратили понад 300 людей. Після поразки країн Осі в Північній Африці в травні 1943 року дивізія залишалася там протягом наступних 9 місяців, у цей період її переформували на стандартну піхотну дивізію з 28-ю піхотною бригадою, яка складалася в основному з батальйонів регулярної армії, які служив у гарнізоні Гібралтару, прибувши на зміну 21-й танковій бригаді.
наприкінці лютого 1944 року 4-та піхотна дивізія прибула на Італійський фронт, змінивши британську 46-ту піхотну дивізію, яка спочатку перебувала під командуванням X британського корпусу генерал-лейтенанта Річарда МакКрірі, а потім служила під командуванням 5-ї американської армії. У березні дивізія була передана XIII британському корпусу генерал-лейтенанта Сідні Кіркмана, який входив до 8-ї британської армії. Дивізія під командуванням генерал-майора Альфреда Дадлі Ворда, з відзнакою воювала в четвертій і останній битві за Монте-Кассіно в травні 1944 року, а пізніше в жорстоких боях у боях за Готичну лінію.
Однак у листопаді 1944 року дивізію разом із рештою III корпусу передислокували до Греції для надання допомоги під час громадянської війни в Греції, де вона залишалася до кінця війни в Європі у травні 1945 року.

### Холодна війна
1 квітня 1956 року дивізію було сформовано в черговий раз на основі 11-ї бронетанкової дивізії. У травні 1958 року до її складу включили 20-ту бронетанкову бригадну групу з розформованої 6-ї бронетанкової дивізії. У той час дивізія також включала 4-ту (канадську) піхотну бригаду та 4-ту гвардійську бригаду.
Протягом 1970-х років дивізія складалася з двох «квадратних» бригад, 11-ї бронетанкової бригади та 20-ї бронетанкової бригади. Наприкінці 1970-х її перейменували на 4-ту бронетанкову дивізію, була в штаті I британського корпусу, який базувався в казармах Хаммерсміт в Герфорді. Після короткої реорганізації у дві «оперативні групи» («Гольф» і «Готель») наприкінці 1970-х років дивізія складалася з 11-ї, 20-ї та 33-ї бронетанкових бригад у 1980-х роках.

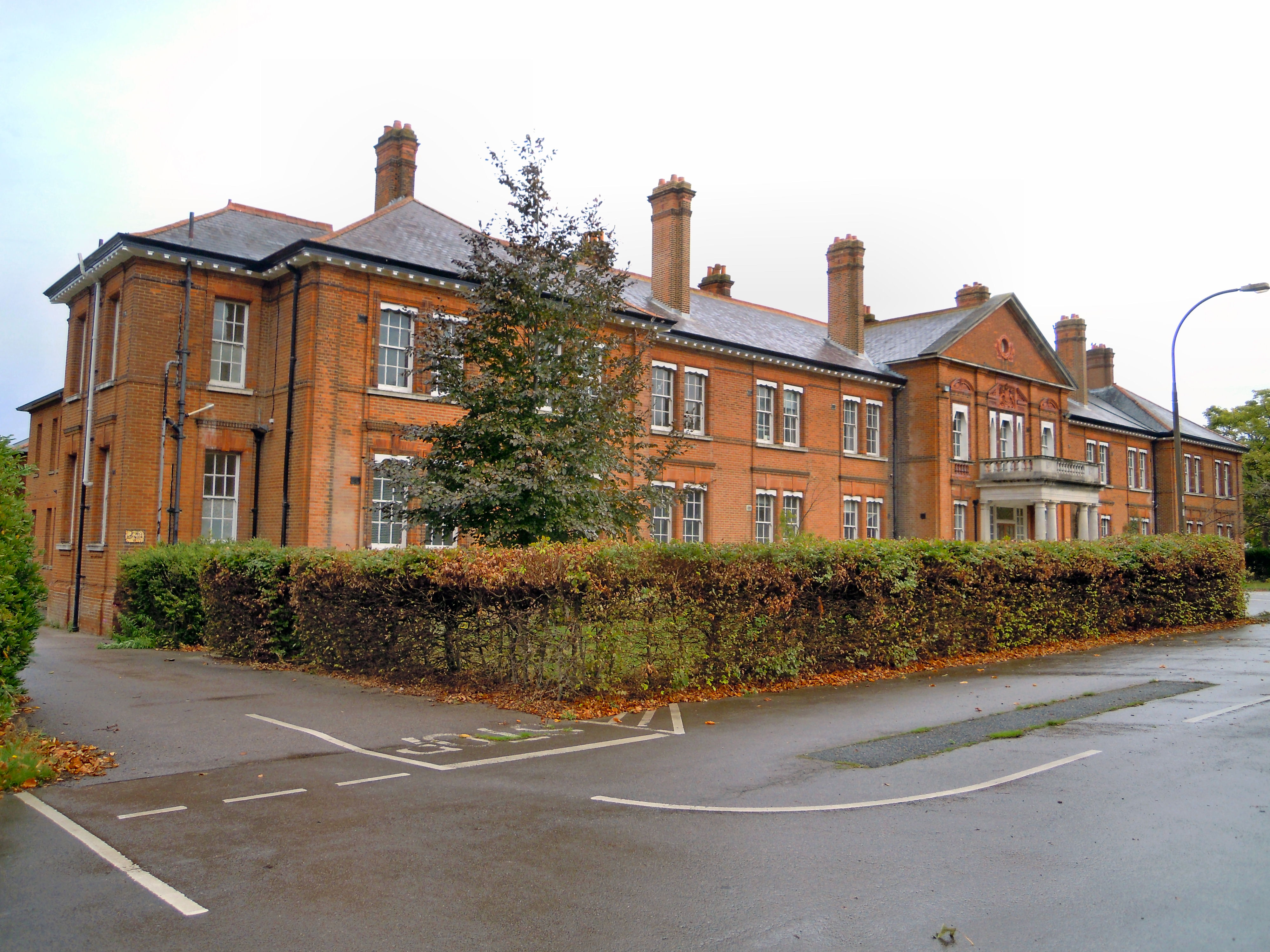
Штаб 4-ї піхотної дивізії в Олдершоті з 1995 до 2012 року

1 липня 1993 року дивізія вийшла зі статусу бронетанкової дивізії.

### XXI століття
1 квітня 1995 року 4-ту дивізію перетворили у військово-адміністративну структуру — фактично військовий округ — із Південно-Східного та Східного округів. Її постійна штаб-квартира була в будівлі військового штабу на Стілз-роуд, Олдершот.
До 2000 року дивізія складалася з наступних регіональних бригад:
- 2-га (Південно-Східна) бригада
- 49-та (Східна) бригада
- 145-та (Південна) бригада
- 16 десантно-штурмова бригада.

Після подальших перегрупувань 49-та (Східна) бригада перейшла під командування 5-ї дивізії, яка базувалася в Шрусбері з 1 квітня 2007 року, 43-тя (Вессекська) бригада була передана 4-ій дивізії 1 квітня 2007 року, а 16-та десантно-штурмова бригада підпорядкована Об'єднаному вертолітному командуванню.
З 2010 року з'єднання підпорядковувалося штабу армії в Андовері. В січні 2012 року розгорнули нову штаб-квартиру Командування підтримки в Олдершоті з одночасним розформуванням штабу 4-ї дивізії в Олдершоті. У квітні 2012 року штаби 2-ї дивізії в Единбурзі та 5-ї дивізії в Шрусбері також були розформовані.